# Ekaterina Deiatchenko
Yekaterina Vladimirovna Dyachenko (São Petersburgo, 31 de agosto de 1987) é uma esgrimista russa, campeã olímpica.

## Carreira
Yekaterina Dyachenko representou seu país nos Jogos Olímpicos de Verão de 2016, no sabre. Conseguiu a medalha de ouro no sabre equipes.